# Mont Blanc de Courmayeur
Mont Blanc de Courmayeur  (también conocido como Monte Bianco di Courmayeur) (4.748 m), en la parte italiana del macizo del Mont Blanc, es el segundo pico en altura de los Alpes. Es la antecima sur del Mont Blanc.
Queda al sureste de la cumbre del Mont Blanc, a la que está unida por el Col Major, la montaña puede ascenderse a través de la cresta Bosses, o las aristas de Peuterey y de la arista de Brouillard. Desde la cima del Mont Blanc se alcanza sin dificultad en un cuarto de hora. El Mont Blanc de Courmayeur no cumple el criterio topográfico para estar, en principio, entre los cuatromiles de los Alpes, pues se señala una prominencia de sólo 10 metros (otras fuentes indican 18 m); no obstante, se incluyó debido a que la distancia del Mont Blanc es considerable (600 m), siendo favorables los criterios Morfológico (que tiene en cuenta la estructura compleja y el aspecto de una cima) y Alpinístico (considera la importancia de una cumbre desde el punto de vista alpinístico, como nivel cualitativo de las vías que la alcanzan, o como valor histórico o de frecuentación). 
El Mont Blanc de Courmayeur está marcado como que queda totalmente dentro de Italia por el mapa del Istituto Geografico Militare (IGM) italiano, aunque en el mapa del Institut Géographique National (IGN) francés la cumbre aparece justo en la frontera entre Francia e Italia.
Según la clasificación SOIUSA, el Mont Blanc de Courmayeur pertenece:
- Gran parte: Alpes occidentales
- Gran sector: Alpes del noroeste
- Sección: Alpes Grayos
- Subsección: Alpes del Mont Blanc
- Supergrupo: Macizo del Mont Blanc
- Grupo: Grupo del Mont Blanc
- Subgrupo: Mont Blanc
- Código: I/B-7.V-B.2.b

## Refugios
- Refugio Aiguille du Goûter (3.817 m)
- Bivacco Eccles (3.850 m)
- Refugio Monzino (2.590 m)